# Clarín (Argentinien)

Das Logo der Zeitung

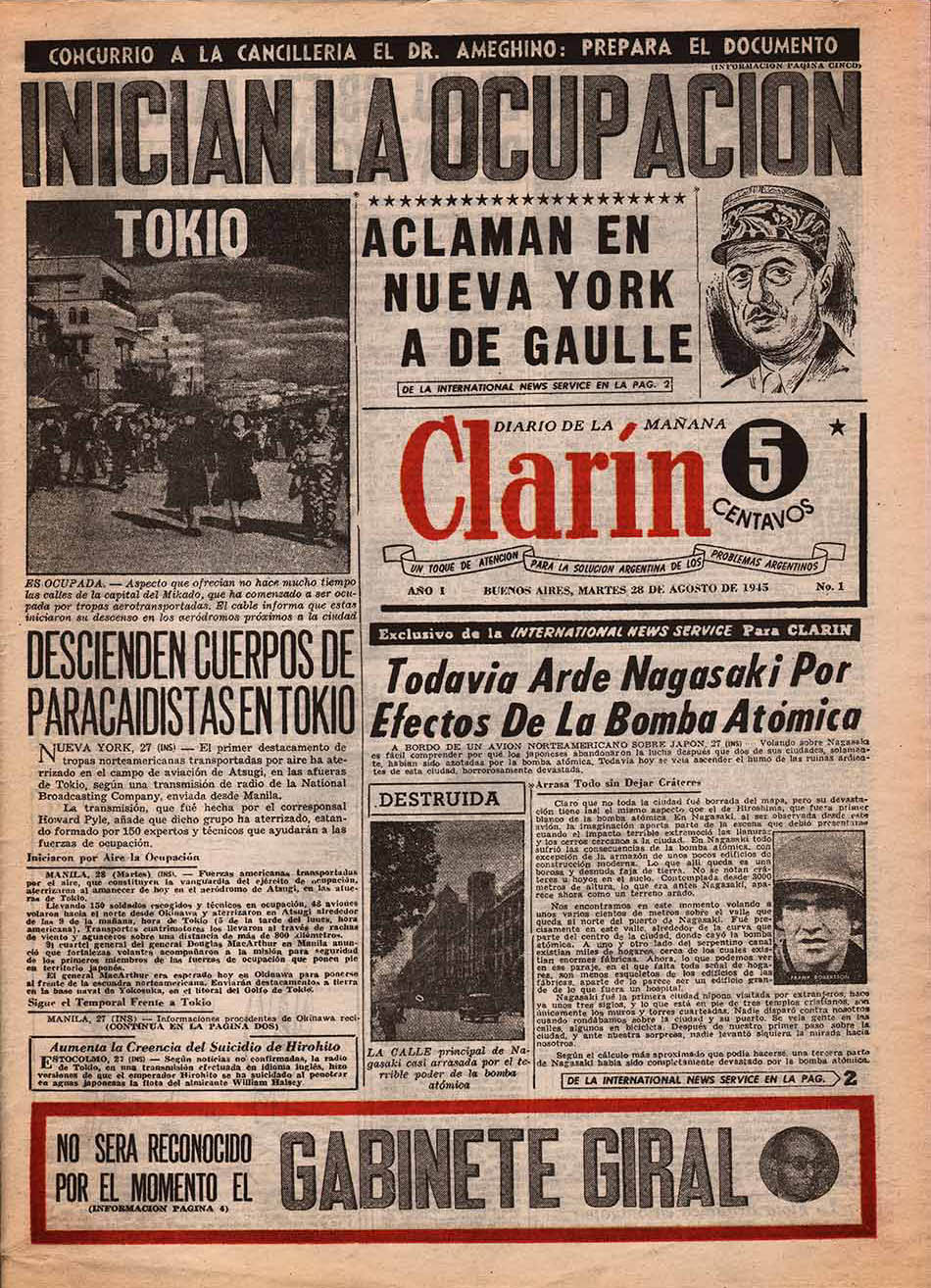
Clarín n° 1, 1945.

Clarín (spanisch für Flügelhorn) ist eine überregionale argentinische Zeitung, die in Buenos Aires herausgegeben wird. Sie ist mit einer Auflage von 384.608 (Durchschnitt) mit einem Maximum von 768.056 an Sonntagen die meistgelesene Tageszeitung des Landes.
Die Zeitung wurde am 28. August 1945 gegründet. In der Anfangszeit unterstützte sie von der Linie her die sogenannten desarrollistas, eine Strömung, die eine rasche industrielle Entwicklung des Landes bevorzugte.
Clarín erscheint seit der Anfangszeit im Tabloid-Format und war damit eine der ersten Zeitungen der Welt, die dieses Format benutzten.

## Clarín-Gruppe
Die Clarín-Gruppe (Grupo Clarín) ist die finanzstärkste Mediengruppe Argentiniens und besitzt u. a. den Fernsehsender Canal 13, den Kabelnetzbetreiber Cablevisión, die Sportzeitung Olé sowie die Gratiszeitung La Razón. Sie ist auch an den Zeitungen Los Andes (Mendoza) und La Voz del Interior (Córdoba) beteiligt; zeitweise gehörte zur Gruppe auch die linksgerichtete Zeitung Página/12. Die Gruppe hatte im Jahr 2009 beim Bezahlfernsehen einen Marktanteil von über 70 Prozent.
Aufgrund der Größe und Macht von Clarín wirkt die Kontrollbehörde für audiovisuelle Kommunikation AFSCA auf Basis des Mediengesetzes von 2009 auf eine Verkleinerung des Medienkonzerns hin. Nach jahrelangem Rechtsstreit willigte Clarín 2014 ein, Lizenzen abzugeben, um die im Gesetz festgelegte Grenze an Radio- und Fernsehkanälen pro Anbieter nicht zu überschreiten. Zu den Besitzern der Clarín-Gruppe gehört die spanische Telefónica. Bis Mitte 2012 war auch die Investmentbank Goldman Sachs mit 9,11 % an der Clarin Gruppe beteiligt. Goldman Sachs verkaufte ihre Anteile nach einer Niederlage des Konzerns vor einem argentinischen Gericht.